# 罕达汽镇
罕达汽镇，是中国黑龙江省黑河市爱辉区下属的一个镇，位于小兴安岭山区，面积3117平方公里，人口4801人（2000年），镇政府原驻罕达汽村，镇以村名，2008年9月1日获准迁移至红旗村。。

## 行政区划
桥头溪乡下辖以下地区：
瑷珲村、外四道沟村、腰屯村、西三道沟村、二道泉村、松树沟村、头道沟村、高岗屯村、拉腰子村、外三道沟村、外二道沟村、欢洞村、城关村、西三家子村、北三家子村和窦集屯村。